# 右岸 (巴黎)

巴黎分区图，右岸指塞纳河以北的北半部

右岸（法語：La Rive Droite）通常是指塞纳河流经法国巴黎市区河段的右岸。塞纳河在这一段大致是从东向西，将市区分割为两部分：位于北侧的右岸（Rive Droite），和位于南侧的左岸（Rive Gauche）。
右岸拥有诸如旺多姆广场（Place Vendôme）这样的地方，现在可以用来指在波希米亚的左岸所不具有的优雅的水平和复杂的程度。毋庸置疑，右岸最著名的街道是香榭丽舍大街（Champs-Élysées），其他著名街道还有和平街（Rue de la Paix）、里窝利街（Rue de Rivoli）和蒙田大街（Avenue Montaigne）。